# 대한민국의 민속예술제
대한민국의 민속예술제는 1958년을 전후하여 대한민국 수립 10주년을 맞이하여 전란으로 황폐된 터전 위에 새바람처럼 일기 시작했다. 1956년에 열린 서양제(密陽祭)가 그렇고 금천(金泉)·충무·호남·탐라예술제 등이 그러한 것들이며, 정부의 민족예술 증흥책의 일환으로 후원을 받았다. 그리고 1964년도부터는 고유의 민속예희들을 국가로 선정, 기능예술의 전승을 위한 작업에 착수하였으며, 1973년 초까지 10여년 동안 50여종을 지정했다. 또한 1970년도부터 기능예술의 전수자 발표회를 개최하고 있다.

## 국가무형문화재 공연
국가무형문화재는 민속예술부분 가운데 무용·음악·연극 등 연희부문과 예능기술부문의 것을 통틀어 말하며, 그 개념은 유형문화재에 상대되는 것이다. 따라서 일명 정신문화재라고 일컬어지기도 한다. 이 무형문화재 공연은 조상으로부터 이어 받았으나 거의 사라져가던 무형문화를 후세에 전승시켜 길이 보존한다는 신성한 시대적 의무를 수행한다는 취지하에, 1964년부터 문화재로 지정된 것 중 무대 위에서 연희될 수 있는 것을 차례로 공연하여 왔으며 지금까지 9회(1972년)가 개최되었다. 
그러나 일년에 한 번뿐인 문화재 발표공연과, 정부의 보조로 민간단체인 민속공연단체에서 공연하는 것 1회를 제외하면 사실상 공연활동은 찾아볼 수 없는 형편이다. 이와 같이 국가무형문화재의 공연이 부진한 이유는 우리 연극 본래의 공연장인 '마당'이나 야외민속극장 또는 이와 비슷한 민속연희센터가 없기 때문이며, 이러한 문제의 해결없이는 지속적인 공연활동을 통한 효과적인 전승작업은 이루어지기 어려우리라 생각된다. 

## 전국민속예술경연대회
전국민속예술경연대회는 1958년 대한민국 수립 10주년 기념행사의 하나로 그 해 8월 13일부터 18일까지 6일간 장충단 야외육군체육관(현 장충체육관)에서 문화단체총연합회(문총)가 주최하고 공보실이 후원하여 야간에 개최되었다.  
당시에는 경연대회란 성격이 아니라 축제의 의미를 띠고 있었다. 그런 1960년부터 민속예술의 발굴과 개발을 위하여 본격적인 경연대회의 성격을 띠게 되었고, 경향 각지의 민속놀이가 이에 참가하였다. 그 후부터는 매년 10월에 연 3일 동안 20여 종의 민요·무용·놀이·연극을 공연한 결과 10년 동안 50여종의 새로운 문화재와 수천 명의 출연자가 참가하는 매머드 대회로 성장하였으며 공연지는 주로 1966년까지 7회 동안은 서울에서 개최되었고, 지방문화에 대한 배려에 의해 지방 도시를 순회하며 개최되었다. 
이리하여 몇 십년 동안 지하에 묻혀왔고 잊혀져 왔던 전통예술이 햇빛을 본 것은 좋았으나 경연이란 대회의 성격 때문에 곧잘 미화되고 상품화되었으며, 과도한 경쟁심 등으로 인한 여러 가지 부작용도 가져왔다. 그 때문에 정부의 10여 년의 노력과 작업에 비해 성과는 적었으며, 보다 효과적인 방법으로서 이러한 발굴작업과 함께 과학적인 전수작업도 병행되었으면 하는 것이 이 방면의 여론이기도 하다.

## 마산종합문화제
마산문화협의회가 1956년 10월에 창설한 문화제로, 4회까지는 창설자인 마산문화협의회가 개최하였고, 5∼7회는 마산시가, 제8회부터는 예총 마산지부가 주최하고 있다. 개최일자는 일정치 않으며, 주최자가 적당한 시기를 골라 개최하는데 주로 봄·가을에 6∼7일간 열린다.  
행사 내용은 한글시백일장·사생대회·음악콩쿠르·무용콩쿠르·가요콩쿠르·변론대회·타자대회가 베풀어지며 이 밖에 미술공모전·문학의 밤·미스 마산 콘테스트 등이 있고 축하행사로는 관광전·특산품전·조화전·식물전 등이 열린다.  시상으로는 각 부별로 최고상·우수상·장려상 등이 수여된다.

## 밀양문화제
예총 밀양지부에 의해 1956년에 창설된 것으로, 예총 밀양지부가 주최하고 교육부·문화관광부·예총본부·예술원·경상남도 등에서 후원하고 있다.  
개최시기는 매년 10월 9일부터 10월 13일까지 5일간이며 밀양군 일대에 걸쳐 개최된다. 행사내용은 고유제(告由祭)·서막제(序幕祭)와 사명당 구국사절행차(四溟堂救國使節行次)·고필제·사림행진(士林行進)·아랑행차·민속가장행렬·산업역군행렬·향토박람회 등이 열리며 문학행사로는 한시와 한글시 백일장·시화전 등이 있고 미술행사로는 사생대회·미술전 등, 예능행사로는 음악·연극·무용 등의 경연대회 등 합계 56종의 행사가 열린다.  시상으로는 종합상(문화상기, 문화관광·교육부장관기, 도지사기 수여), 개인상으로는 최고상·교남(矯南)예술상·특별상 및 격려상 등이 있다.

## 아랑제
예부터 전해 내려오는 하나의 제향(祭享)으로 창설연대는 밝혀지지 않고 있으나 약 200년에 걸쳐 지켜져 온 전통 있는 행사이다. 현재는 예총 밀양지부 아랑제집행위원회가 주최하고 경상남도·경남교육위원회·도내 각 일간지·군내 각 기관이 후원하고 있다.  
개최시기는 음력 4월 15일부터 17일까지 3일간이며, 행사는 글씨쓰기·글짓기·그림그리기·수놓기 행사를 통해 제관아랑 20명을 선발하는 것으로 시작된다. 이렇게 선발된 20명의 제관아랑 가운데서 다시 진·선·미 3명의 헌관(獻官)과 2명의 준아랑을 선발하는데, 이것을 재원뽑기라 한다. 이어서 제향올리기·아랑행진·제등(提燈)달기 등이 벌어진다. 시상으로는 재원아랑 진·선·미 3명과 준아랑 2명, 제관아랑 15명에게 특별상이, 참가자 전원에게 참가상이 수여된다.

## 김천문화제
김천문화원이 1957년에 창설한 문화제로, 경상북도·예총 경북지부·김천시·금릉군 등의 후원 아래 1964년까지 개최되었으나 현재는 중단되고 있다.  
매년 10월 3일부터 9일까지 7일간에 걸쳐 김천시와 금릉군 일원에서 개최되었는데, 한시백일장 및 경로회(敬老會), 농악대회, 소년단 시범훈련, 가장행렬, 초롱행진 및 점등대회, 시민계창의 밤, 불꽃놀이대회, 시조경창대회, 한글시백일장, 사생대회, 서도대회, 웅변대회, 특별대강연희, 노래자랑대회, 성악·피아노콩쿠르, 동화대회, 글라이더 기록대회, 문학의 밤, 자전거 하이킹대회, 음악·무용발표회, 궁술대회, 시민체육대회, 촬영대회, 상공인 친목 체육대회, 영화대회, 종합구기대회, 기타 각종 전시회가 열린다.  
수상종목으로는 글짓기백일장·사생·서도·웅변·동화·성악·피아노·글라이더경기·가장행렬·점등(點燈)·한시백일장·시조경창·궁술·노래자랑·촬영·농악·마라톤·국화전시·생산품전시·쇼윈도 전시 등에서 장원·차원·차하·가작상이 수여된다.

## 신라문화제
1962년 4월 21일 창설된 연례적인 행사인데, 제1회와 2회는 경상북도가 주최하고 예총경주지부와 경주시가 주관했으나 제3회 때인 1964년부터는 경주시가 주최하고 경상북도·예총경북지부·경북교육위원회가 후원하고 있다. 개최시기는 매년 10월 중이며, 3일간에 걸쳐 경주시내에서 개최된다. 신라 문화와 화랑정신, 호국불교 사상을 계승하고 주민화합과 지역발전을 목적으로 시작되었으며, 신라문화를 주제로 한다.

행사로는 예술 전반에 걸쳐 다채롭게 열리며, 화랑·원화(源花)선발대회, 민속가장행렬, 그네대회, 궁도대회 등이 있다. 시상되는 종목은 화랑·원화선발대회, 민속가장행렬, 그네대회, 궁도대회, 미술공모전, 한글백일장, 시조경창대회 등이 있다.

## 충북예술제
예총 충북지부와 한국문화원연합회 충북지부 공동주최로 1959년에 창설된 행사로서, 매년 10월에 청주 일원에서 개최된다. 행사로는 문학부·시조부·음악부·무용부·미술부·사진부·연극부·연예부·변론부·무예부·영화부 등으로 나뉜 각종 대회와 전시회가 베풀어지는데 1963년부터 개막제날 충북신인예술상 시상식을 겸행하고 있다. 이 신인예술상은 시·단편소설·동양화·서양화·서예·성악·기악 등의 공모와 경연으로 선발된다.

## 호남예술제
예총 전남지부와 <전남일보>가 공동으로 주최하여 1956년에 창설되었으며, 문교부·문공부·전남·전북·충남·충북·제주도·<한국일보>·<조선일보>·<서울신문>·예총본부가 후원하고 있다.  개최시기는 매년 5월이나 6월 중의 4일간을 선정, 광주에서 열린다. 행사로는 음악·무용·글짓기·미술·민속예술·아동극·사진 등 7개부분에 걸쳐 경연대회·전시회·백일장 등이 베풀어진다. 수상으로는 단체 최고득점에는 종합 최고상을 수여하고, 각 부별로 최고상·우수상·준우수상·장려상 등이 시상된다.

## 탐라예술제
예총 제주도지부 주최로 1956년에 창설되었으며, 제주도·제주시·제주방송국·제주신문사 등이 후원하고 있다. 매년 10월 중에 제주시 일원에서 개최되며, 서제(序祭)·음악제·무용제·연극제·문학백일장·사생대회·시화전·미협전·미술공모전 등이 베풀어진다.  시상은 문학백일장·사생대회·미술공모전 등에 걸쳐 우수작·입선작·가작·단체상 등이 수여된다.

## 가락문화제
김해문화회의 주최로 1962년에 창설되었으며, 문공부·문교부·예총본부·경상남도 등이 후원하고 있다.  매년 10월 중순에 김해시내 일원에 걸쳐 개최된다.  행사는 수로왕릉 광장에서 서막식을 올리고, 문학·미술·연예 등 11개 부문에 걸쳐 베풀어지며, 각 부분별로 시상이 있다.

## 춘향예술제
전라북도 예술제전위원회가 주최하여, 매년 음력 4월 7일부터 4월 8일까지 광한루를 중심으로 남원시 일원에 걸쳐 열린다.  
행사 내용은 등불행렬·만인의총 참배·충혼탑 참배·춘향제사·전국춘향뽑기·백일장·그네뛰기·춘향행렬·궁술대회·시조대회·명창대회·여성농악 등이 베풀어지며 각 부문에 걸쳐 우수한 자에게 시상이 있다.

## 참고 자료
- 이 문서에는 다음커뮤니케이션(현 카카오)에서 GFDL 또는 CC-SA 라이선스로 배포한 글로벌 세계대백과사전의 내용을 기초로 작성된 글이 포함되어 있습니다.